# Царенко, Никита Сергеевич
Никита Сергеевич Царенко (бел. Мікіта Сяргеевіч Царэнка; род. 9 июля 2002, Гомель) — белорусский футболист, полузащитник клуба «Лесхоз».

## Карьера

### «Гомель»
Воспитанник футбольной академии «Гомеля». В 2018 году футболист стал выступать за дублирующий состав гомельского клуба. В 2019 году футболист стал тренироваться в основной командой клуба. В июле 2020 года футболист на правах арендного соглашения присоединился к клубу «Осиповичи», где до конца сезона выступал во Второй лиге. В 2021 году футболист вернулся в расположение «Гомеля», где продолжил выступать за дублирующий состав. В сентябре 2021 года футболист стал подтягиваться к матчам с основной командой клуба. Дебютировал за клуб футболист 2 октября 2021 года в матче против мозырской «Славии», выйдя на замену на 89 минуте. По итогу дебютного сезона футболист вместе с клубом завершил чемпионат на итоговом четвёртом месте. 
Новый сезон футболист начал с четвертьфинального матча 6 марта 2022 года против минского «Динамо», выйдя на поле в стартовом составе. В ответном четвертьфинальном матче 12 марта 2022 года футболист вместе с клубом победили минское «Динамо», выйдя в полуфинал турнира. Первый матч в чемпионате футболист сыграл 20 марта 2022 года против дзержинского «Арсенала», выйдя на поле в стартовом составе. Однако закрепиться в основной команде клуба у футболиста не получилось, в скором времени вернувшись в дублирующий состав. Вместе с клубом футболист стал обладателем Кубка Белоруссии, где в финале 21 мая 2022 года победили борисовский БАТЭ. По итогу сезона футболист вместе с клубом завершил чемпионат на итоговом седьмом месте.

### «Локомотив» Гомель
В начале 2023 года футболист начинал сезон в составе «Гомеля», вместе с которым 25 февраля 2023 года в финале за Суперкубок Беларуси уступили солигорскому «Шахтёру»однако сам футболист остался на скамейке запасных. В апреле 2023 года футболист на правах арендного соглашения до конца сезона присоединился к гомельскому «Локомотиву». Дебютировал за клуб футболист 8 апреля 2023 года в матче против петриковского «Шахтёра», выйдя на поле в стартовом составе. Дебютным забитым голом за клуб футболист отличился 31 мая 2023 года в матче Кубка Беларуси против клуба «Сморгонь-2». По итогу сезона футболист вместе с клубом завершил чемпионат на итоговом четвёртом месте. На протяжении сезона футболист выступал за клуб в роли игрока замены, отличившись своим единственным забитым голом. В декабре 2023 года футболист покинул гомельский клуб по окончании срока арендного соглашения. 

### «Лесхоз»
В начале 2024 года футболист покинул «Гомель». В апреле 2024 года футболист на правах свободного агента присоединился к гомельскому «Лесхозу». Вместе с клубом футболист стал выступать во Второй лиге, которая потерпела изменения и стала проводиться местными футбольными федерациями. По итогу сезона футболист вышел в финальную часть чемпионата, которая проводилась под эгидой Белорусской федерации футбола, где заняли последнее место в своей группе, не выйдя в стадию плей-офф.

## Достижения
«Гомель»
- Обладатель Кубка Беларуси: 2021/22